# Metachromadora macroutera
Metachromadora macroutera är en rundmaskart som beskrevs av Fipijev 1918. Metachromadora macroutera ingår i släktet Metachromadora och familjen Desmodoridae. Inga underarter finns listade i Catalogue of Life.